# Silà (compost)
El silà o tetrahidrur de silici és un compost químic la fórmula del qual és {\displaystyle {\ce {SiH4}}}. És l'anàleg del metà, però derivat del silici. A temperatura ambient el silà és un gas pirofòric —entra en combustió espontàniament en la presència d'aire sense necessitat d'una font d'ignició. Per sobre dels 420 °C el silà es descompon en silici i hidrogen i, per tant, pot ser emprat en la deposició química de vapor de silici.

## Història

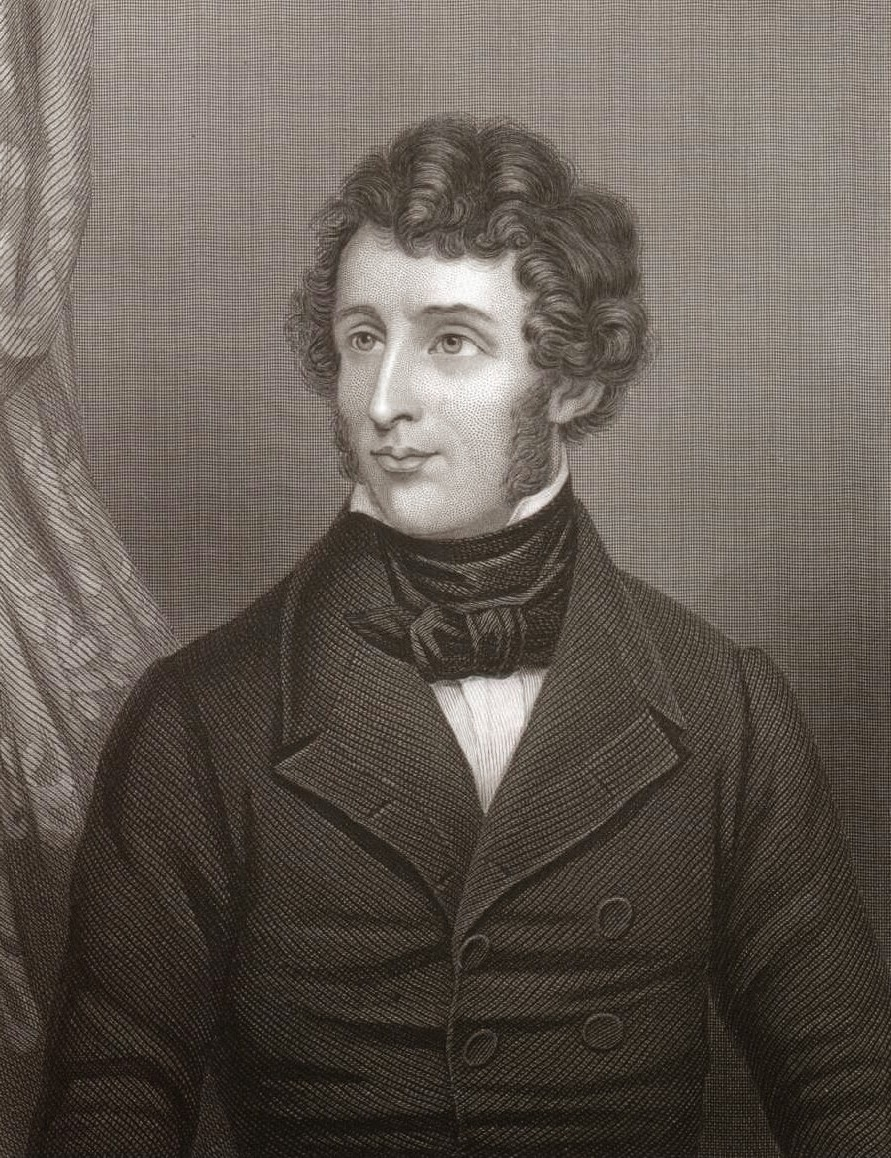
Friedrich Wöhler.

El 1857, els químics alemanys Johann Heinrich Buff (1805–1878) i Friedrich Wöhler (1800–1882) realitzaven experiments electroquímics amb silici que tenia alumini com impuresa, i observaren la formació d'un gas que contenia silici i hidrogen, {\displaystyle {\ce {SiHCl3}}}. El següent any, Wöhler sintetitzà silà {\displaystyle {\ce {SiH4}}}, fent reaccionar silicur de magnesi {\displaystyle {\ce {Mg2Si}}} amb àcid clorhídric, i realitzà previsions de les seves propietats a partir de la química dels hidrocarburs. La síntesi de Wöhler fou:
{\displaystyle {\ce {Mg2Si + 4 HCl -> SiH4 + 2 MgCl2}}}
La producció de silà agafà força durant la dècada del 1960 a causa del seu ús en la fabricació de dielèctrics per deposicions de diòxid de silici i de nitrur de silici, i en la fabricació de semiconductors. Aleshores, el silà s'obtenia per mitjà de la reacció entre el tetraclorur de silici {\displaystyle {\ce {SiCl4}}} i el fluorur de liti {\displaystyle {\ce {LiF}}}:
{\displaystyle {\ce {SiCl4 + 4 LiF -> SiH4 + 4 LiCl}}}
Al Japó s'emprà una altra ruta de síntesi a partir de silicur de magnesi i clorur d'amoni. En la dècada del 1970, el govern dels EUA inicià un programa per a l'obtenció d'energia solar, per la qual cosa se cercaren rutes eficients per sintetitzar silà. Finalment, s'elegí el procés de la Union Carbide, que és l'utilitzat actualment.

## Propietats

### Propietats físiques
El silà és un gas incolor, inflamable i verinós, amb una forta olor repulsiva. El seu punt de fusió és de –185 °C i el d'ebullició –112 °C. És un poc més dens que l'aire, essent la seva densitat 1,44 g/L. Es descompon ràpidament a 500 °C i lentament a 250 °C alliberant hidrogen i dipositant silici pur sobre les superfícies.
{\displaystyle {\ce {SiH4 ->[700 \, ^oC] Si + 2H2}}}

### Propietats químiques

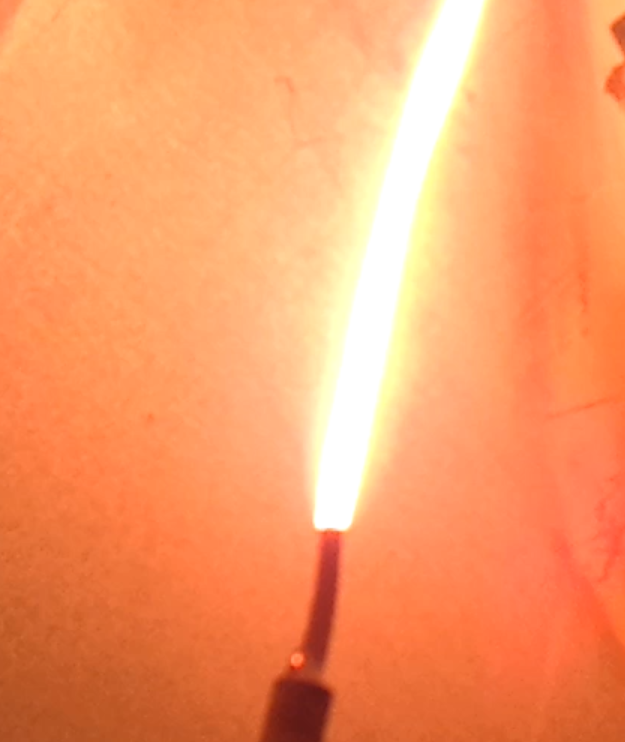
Flama produïda en la combustió del silà amb oxigen.

El silà és un compost que s'encén fàcilment a l'aire i reacciona amb agents oxidants. Reacciona amb l'oxigen per donar diòxid de silici {\displaystyle {\ce {SiO2}}} i aigua, amb un despreniment de 1 364 kJ/mol. És una reacció que s'empra en la indústria electrònica per dipositar una fina capa de diòxid de silici, per exemple en recobriments dels panells solars:
{\displaystyle {\ce {SiH4(g) + 2 O2(g) -> SiO2(s) + 2 H2O(g)}}}
Amb l'amoníac {\displaystyle {\ce {NH3}}} el silà dona nitrur de silici {\displaystyle {\ce {Si3N4}}} i hidrogen segons la reacció següent que s'empra per dipositar fines capes d'aquest compost en microelectrònica:
{\displaystyle {\ce {3 SiH4(g) + 4 NH3(g) -> Si3N4(s) + 12 H2(g)}}}

## Producció
En l'àmbit industrial el silà és fabricat mitjançant dos processos, el de la Union Carbide i el de l'Ethyl Corporation.

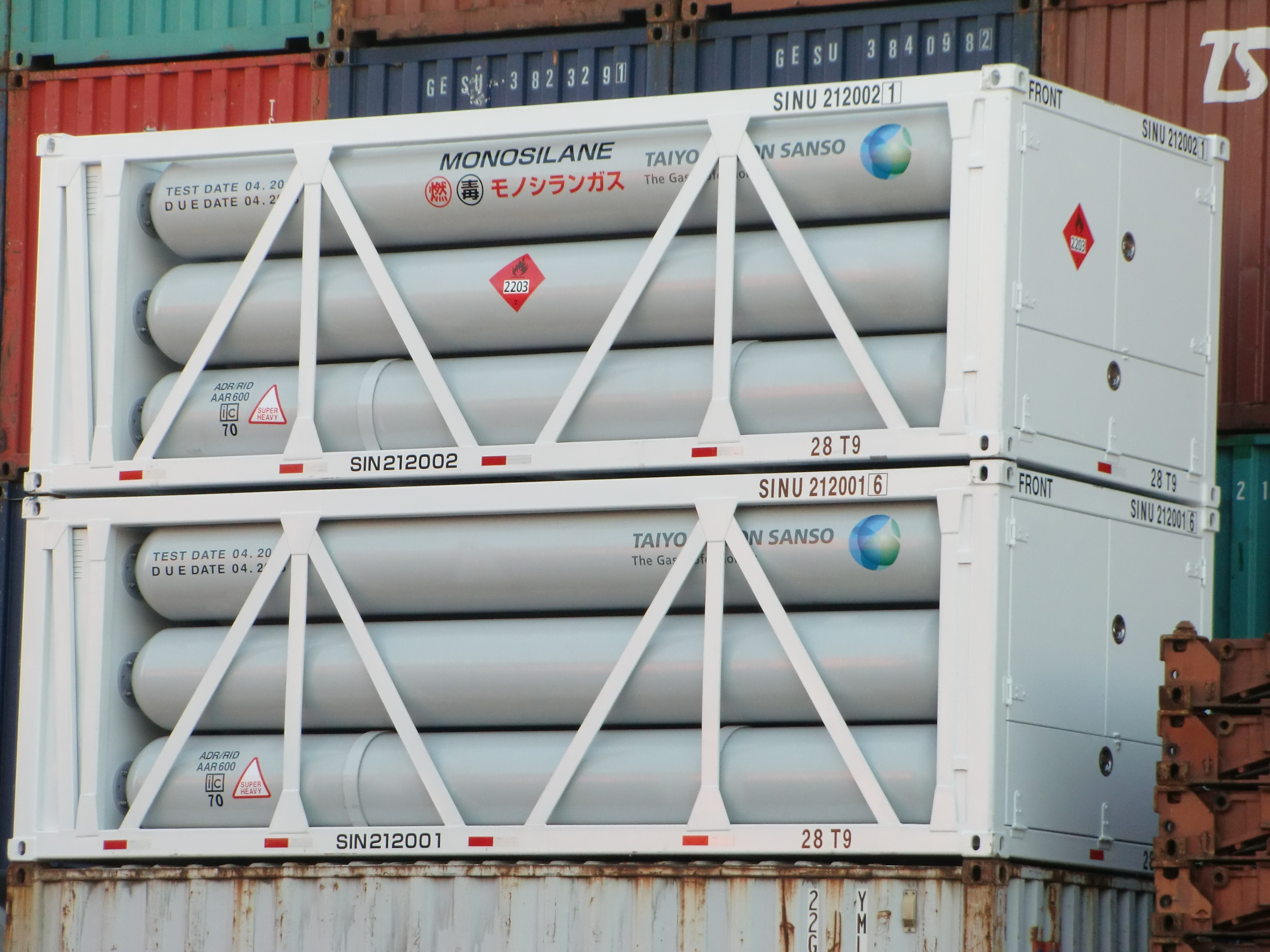
Contenidors de cilindres de silà al Japó.

### Procés de la Union Carbide
En aquest procés de l'empresa Union Carbide, es fa reaccionar tetraclorur de silici {\displaystyle {\ce {SiCl4}}}, hidrogen {\displaystyle {\ce {H2}}} i silici sòlid, emprant com a catalitzador coure. Les etapes són:
{\displaystyle {\ce {3 SiCl4 + 2 H2 + Si -> 4 SiHCl3}}}{\displaystyle {\ce {2 SiHCl3 -> SiH2Cl2 + SiCl4}}}{\displaystyle {\ce {2 SiH2Cl2 -> SiH3Cl + SiHCl3}}}{\displaystyle {\ce {2 SiH3Cl -> SiH4 + SiH2Cl2}}}

### Procés de l'Ethyl Corporation
La indústria dels fertilitzants produeix com a subproducte l'àcid hexafluorosilícic {\displaystyle {\ce {H2SiF6}}}. En el procés de l'Ethyl Corporation s'aprofita aquest compost i se'l descompon amb àcid sulfúric, que dona silà i tetrafluorur de silici {\displaystyle {\ce {SiF4}}}. Seguidament, es fa reaccionar el tetrafluorur de silici amb hidrur d'alumini i sodi {\displaystyle {\ce {NaAlH4}}} i s'obté el silà i fluorur d'alumini i sodi {\displaystyle {\ce {NaAlF4}}}:
{\displaystyle {\ce {H2SiF6 ->[H2SO4] SiF4 + 2 HF}}}{\displaystyle {\ce {SiF4 + NaAlH4 -> SiH4 + NaAlF4}}}

## Aplicacions

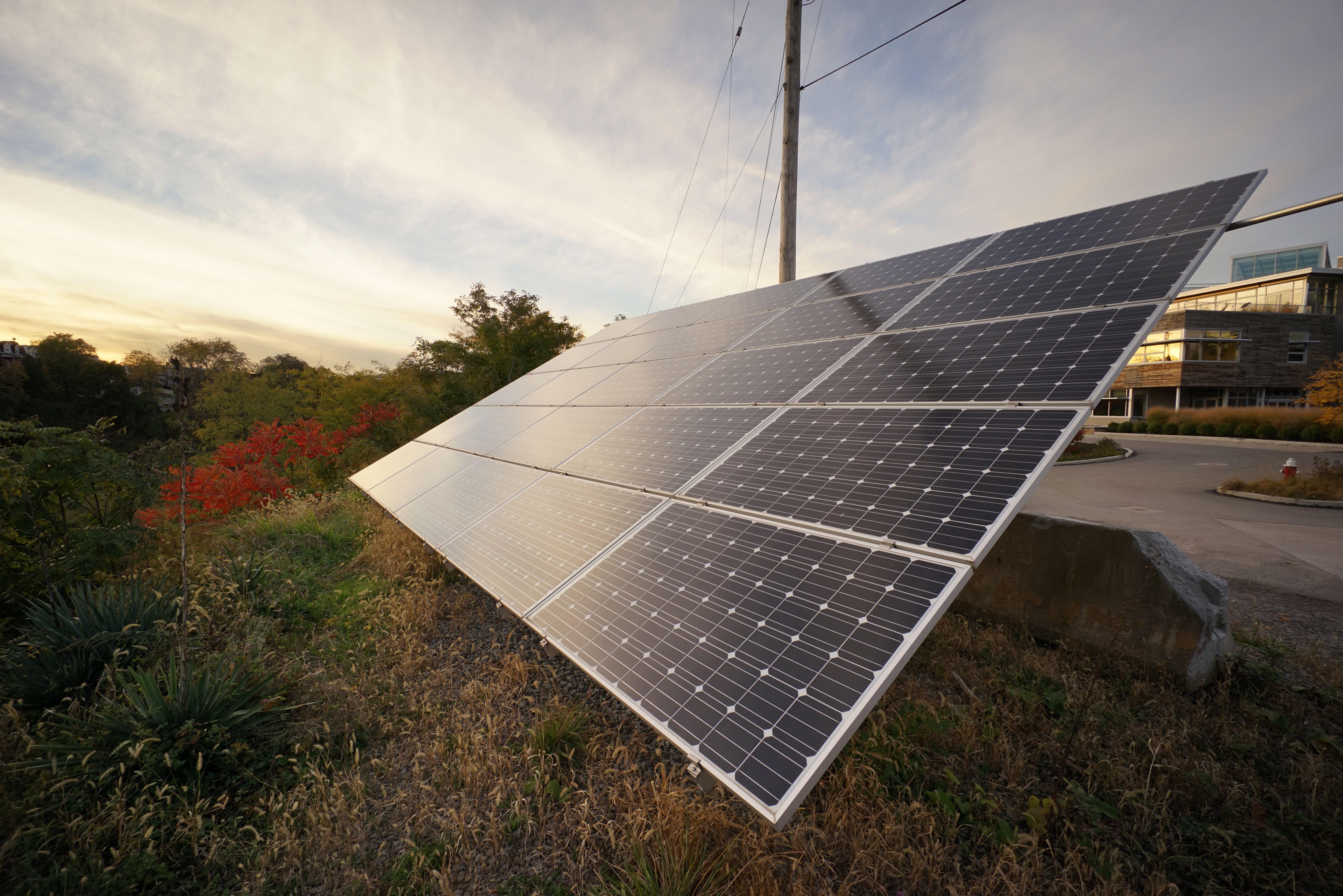
Els panells solars es recobreixen amb una capa de silici amorf hidrogenat.

L'aplicació més important del silà és la formació de capes de silici policristal·lí a oblies de silici quan es fabriquen semiconductors i segelladors. La indústria dels semiconductors utilitzà unes 300 tones/any de silà a finals de la dècada de 1990. Més recentment, un creixement en la fabricació de cel·les solars fotovoltaiques de baix cost ha provocat un consum substancial de silà per dipositar mitjançant la tècnica anomenada deposició de vapor químic millorat amb plasma (PECVD) silici amorf hidrogenat sobre vidre i altres substrats com metalls i plàstics. El procés PECVD és relativament ineficient a l'hora de fer servir els materials, ja que es malbarata aproximadament el 85 % del silà. Per reduir aquests residus i la petjada ecològica de les cèl·lules solars basades en silici amorf hidrogenat, s'han desenvolupat diversos esforços de reciclatge.
El silà també s'usa en els estatoreactors de combustió supersònica per iniciar la combustió en el corrent d'aire comprimit. Com que pot cremar fent ús de diòxid de carboni com a oxidant, és un combustible candidat per als motors que operen a Mart.
El silà i compostos similars que contenen enllaços Si-H es fan servir com a agents reductors en la química orgànica i organometàl·lica.